# ميهاي يوسف
ميهاي يوسف (بالرومانية: Mihai Iosif)‏ هو لاعب كرة قدم روماني في مركز الوسط، ولد في 22 أكتوبر 1974 في بوخارست في رومانيا.